# Campionati europei di dressage 1993
I Campionati europei di dressage 1993 si sono svolti a Lipizza, in Slovenia. 

## Podi
| Evento              | Oro           | Argento            | Bronzo       |
| Dressage freestyle  | Nicole Uphoff | Sven Rothenberger  | Gyula Dallos |
| Dressage GP Special | Isabell Werth | Monica Theodorescu | Emile Faurie |
| Gara a squadre      | Germania      | Regno Unito        | Paesi Bassi  |

## Medagliere
| Posiz. | Nazione     | Oro | Argento | Bronzo | Totale |
| ------ | ----------- | --- | ------- | ------ | ------ |
| 1      | Germania    | 3   | 2       | 0      | 5      |
| 2      | Regno Unito | 0   | 1       | 1      | 2      |
| 3      | Ungheria    | 0   | 0       | 1      | 1      |
| 3      | Paesi Bassi | 0   | 0       | 1      | 1      |
| Totale | Totale      | 3   | 3       | 3      | 9      |